# آیمو کایاندر
آیمو کایاندر (انگلیسی: Aimo Cajander؛ ۴ آوریل ۱۸۷۹ – ۲۱ ژانویهٔ ۱۹۴۳) یک سیاست‌مدار اهل فنلاند بود.